# بوبي لينكس
بوبي لينكس هي توزيعة لينكس يتم إقلاعها بواسطة القرص الحي وتتميز بصغر حجمها وتركيزها على مبدأ سهولة الاستخدام . تعمل جميع تطبيقات التوزيعة بالإضافة إلى نظام التشغيل بأكمله من خلال شرائح ال RAM . تشتمل التوزيعة على عدة تطبيقات منها SeaMonkey ، AbiWord ، Sodipodi ، Gnumeric بالإضافة إلى مشغل الوسائط المتعددة الحر Xine .
تتوفر التوزيعة على مستوداعت خاصة بها كما تعتمد على مستودعات أبونتوا الضخمة وخاصة أبونتو طويلة الدعم ويمكن تثبيت برامج بمتداد .deb و .pet
تم تطوير التوزيعة من الصفر على يد باري كولر ولا تستند على أي توزيعة أخرى، في [2015-11-17] تم إطلاق آخر إصدار للتوزيعة وهو 6.3 .

## المميزات
يمكن لتوزيعة بوبي لينكس أن تكون ذا فائدة عند العمل على الحواسيب القديمة أو استخدامها كنظام إنقاذ بديل في حالة تلف القرص الصلب مثلاً أو حتى استخدامها كنظام تشغيل متكامل لأغراض الاستخدام العامة ويمكن إقلاعها عن طريق أكثر من وسيط ك :
- قرص فلاش USB أو أي وسيط تخزين USB آخر .
- القرص المضغوط CD-ROM مع حرية الاختيار بين ستة توزيعات مشتقة .
- أقراص ال Zip Drive كال SuperDisk فئة LS-120/240
- قرص صلب داخلي .
- شبكة حاسوب .
- أحد تطبيقات محاكاة النظم أو ما يعرف بال Emulator .
- أحد الأقراص المرنة القابلة للإقلاع والتي تقود باقي نظام التشغيل للعمل من على وحدة فلاش ال USB .

## تاريخ الإصدارات
| الإصدار | التاريخ       |
| ------- | ------------- |
| Puppy 1 | 29 مارس 2005  |
| Puppy 2 | 1 يونيو 2006  |
| Puppy 3 | 2 أكتوبر 2007 |
| Puppy 4 | 5 مايو 2008   |
| Puppy 5 | 15 مايو 2010  |
| Puppy 6 | 2015-11-17    |

## وصلات خارجية
- الموقع الرسمي لتوزيعة Puppy Linux .